# Sanligang (köpinghuvudort i Kina, Hubei Sheng, lat 31,49, long 113,07)
Sanligang är en köpinghuvudort i Kina. Den ligger i provinsen Hubei, i den centrala delen av landet, omkring 150 kilometer nordväst om provinshuvudstaden Wuhan. Antalet invånare är 37 188. Befolkningen består av 18 011 kvinnor och 19 177 män. Barn under 15 år utgör 12,0 %, vuxna 15-64 år 77 %, och äldre över 65 år 10,0 %.
Runt Sanligang är det ganska tätbefolkat, med 199 invånare per kvadratkilometer. Sanligang är det största samhället i trakten. I omgivningarna runt Sanligang växer i huvudsak blandskog.
Genomsnittlig årsnederbörd är 1 226 millimeter. Den regnigaste månaden är september, med i genomsnitt 179 mm nederbörd, och den torraste är december, med 15 mm nederbörd.